# Triphosa lugens
Triphosa lugens är en fjärilsart som beskrevs av Max Joseph Bastelberger 1909. Triphosa lugens ingår i släktet Triphosa och familjen mätare. Inga underarter finns listade i Catalogue of Life.